# NGC 1052-DF2
NGC 1052-DF2是一个位于鲸鱼座的超稀疏星系。有人提出该星系几乎不包含任何暗物质。2019年3月20日，研究人員宣布发现了第二个缺乏暗物质的超稀疏星系，即NGC 1052-DF4。